# کیو لیناما
کیو لیناما (انگلیسی: Keijo Liinamaa؛ ۶ آوریل ۱۹۲۹ – ۲۸ ژوئن ۱۹۸۰) یک سیاست‌مدار اهل فنلاند بود.